# Prodecatoma sabiae
Prodecatoma sabiae är en stekelart som beskrevs av Mani 1969. Prodecatoma sabiae ingår i släktet Prodecatoma och familjen kragglanssteklar. Inga underarter finns listade i Catalogue of Life.